# Malabuyoc
Malabuyoc là một đô thị hạng 5 ở tỉnh Cebu, Philippines. Theo điều tra dân số năm 2007, đô thị này có dân số 18.117 người.

## Các đơn vị dân cư
Malabuyoc được chia thành các đơn vị hành chính gồm 14 khu dân cư (khu phố) (barangay).
- Armeña (Cansilongan)
- Tolosa (Calatagan)
- Cerdeña (Ansan)
- Labrador (Bulod)
- Lo-oc
- Lombo
- Mahanlud
- Mindanao (Pajo)
- Montañeza (Inamlang)
- Salmeron (Bulok)
- Santo Niño (Saliring)
- Sorsogon (Balikmaya)
- Barangay I (Poblacion Uno)
- Barangay II (Poblacion Dos)